# Juli 2002
Dit artikel geeft een chronologisch overzicht van alle belangrijke gebeurtenissen per dag in de maand juli van het jaar 2002.

## Gebeurtenissen

### 1 juli
- Een Tupolev TU-154M onderweg van Moskou naar Barcelona komt boven Überlingen in Zuid-Duitsland in botsing met een Boeing 757 van DHL onderweg van Bergamo naar Brussel. Alle inzittenden van beide vliegtuigen, in totaal 71 mensen, komen om het leven.
- Oprichting internationaal strafhof voor het vervolgen van personen die verdacht worden van genocide, misdaden tegen de menselijkheid of oorlogsmisdaden, zoals deze zijn omschreven in het Statuut van Rome.

### 2 juli
- Steve Fossett arriveert weer in Australië na de eerste non-stopsolovlucht in een luchtballon rond de wereld.

### 3 juli
- CDA-fractievoorzitter Jan Peter Balkenende, VVD-voorman Gerrit Zalm en LPF-leider Mat Herben zetten hun handtekening onder het definitieve regeerakkoord. Het akkoord krijgt als motto mee: Werken aan vertrouwen, een kwestie van aanpakken.

### 8 juli
- Verheffing van de Missio sui juris Urga in Mongolië tot Apostolische Prefectuur Ulaanbaatar.
- Serena Williams lost haar twee jaar oudere zus Venus na vier weken af als de nummer één op de wereldranglijst der proftennissters.

### 9 juli
- Drieënvijftig Afrikaanse landen verenigen zich in een Afrikaanse Unie.

### 10 juli
- Het Nederlandse record kogelslingeren wordt door Ronald Gram in Nijmegen verbroken naar 71,77 m.
- In Duitsland woedt een zware tropische storm. Deze eist 72 levens. In Berlijn wordt een tornado waargenomen. Er worden windsnelheden van 160 km per uur gemeten.

### 12 juli
- In Roermond komen zes kinderen om het leven bij een brand die is aangestoken door de vader.

### 13 juli
- In Dublin komt Gillian O'Sullivan bij het 5000 m snelwandelen op de baan tot 20:02,60 wat goed is voor een nieuw Europees record.

### 14 juli
- Tijdens de viering van de nationale feestdag ontkomt de Franse president Jacques Chirac aan een moordaanslag op zijn leven.
- De Nederlandse wielrenner Karsten Kroon wint de achtste etappe in de Ronde van Frankrijk van St. Martin-de-Landelles naar Plouay.

### 15 juli
- De zogenoemde "Amerikaanse Taliban" John Walker Lindh pleit schuld aan het helpen van de vijand en bezit van explosieven. Hij wordt veroordeeld tot twintig jaar gevangenisstraf.

### 17 juli
- De Belgische atlete verbeterd in Rome het Belgische record op de 1500 m tot 4:05,05.

### 18 juli
- In Sydney zwemt de Australiër Grant Hackett in een bad van 25 m de 400 m in 3:34,58 en verbetert hiermee het wereldrecord op deze afstand.

### 19 juli
- Roemeense Gabriela Szabó verbeterd in Monaco het Europese record op de 3000 m tot 8.21,42.

### 20 juli
- Pim Fortuyn wordt herbegraven in het Italiaanse Provesano, waar hij een huis bezat.

### 21 juli
- Al na elf van de zeventien races wint Michael Schumacher op het circuit van Magny-Cours zijn vijfde wereldtitel. Hiermee evenaart hij het record van Argentijnse racelegende Juan Manuel Fangio, die ditzelfde presteerde in de jaren vijftig.

### 22 juli
- Een aardbeving met de kracht van 4,9 op de schaal van Richter treft de provincie Limburg.
- Installatie van het Kabinet-Balkenende I. LPF-staatssecretaris Philomena Bijlhout treedt enkele uren na haar beëdiging af, omdat ze tijdens de Surinaamse decembermoorden lid was van de Volksmilitie.

### 24 juli
- Wielrenner Michael Boogerd wint de Alpen-etappe in de Ronde van Frankrijk naar La Plagne.

### 25 juli
- 50.000 Nederlandse varkens moeten worden vernietigd omdat er sporen van het verboden groeihormoon MPA zijn aangetroffen

### 27 juli
- Tijdens een vliegshow te Lviv stort een Sukhoi Su-27 straaljager neer, waarbij 84 personen omkomen.

### 28 juli
- Lance Armstrong prolongeert zijn titel in de 89ste editie van de Ronde van Frankrijk. Het is de vierde eindoverwinning op rij voor de Amerikaanse wielrenner.

### 30 juli
- De Australiër Ian Thorpe verbetert in Manchester het wereldrecord 400 m zwemmen tot 3:40,08.

## Overleden
<< · januari · februari · maart · april · mei · juni · juli · augustus · september · oktober · november · december · >>